# Bárbara Borges
Bárbara da Silva Borges e Cunha (Río de Janeiro, 26 de enero de 1979) es una actriz brasileña.

## Biografía
En el 2001, participó por primera vez en una telenovela de Rede Globo, Puerto de los Milagros, escrita por el brasileño Aguinaldo Silva. En seguida, fue invitada por el actor André Valli para participar en su primera película titulada Una Historia Muy Extraña. Después de la película, fue convocda para participar en el elenco de la telenovela Malhação, en la que estuvo por dos temporadas.
En el 2004, Aguinaldo Silva volvió a llamarla para su telenovela Señora del Destino, en la que interpretaría a Jennifer Improtta. Ese mismo año, es convocada, junto con Susana Vieira, en la película Namoradinha do Brasil.
En febrero de 2005, hace un ensayo fotográfico para la revista Playboy.
Recientemente, continúa en la Rede Globo, figurando como su última presentación la novela Duas Caras, también de Aguinaldo Silva.
En febrero de 2009 firmó un contrato por tres años con Rede Record.

## Filmografía

### Televisión
| Año       | Título                 | Personaje                        |
| --------- | ---------------------- | -------------------------------- |
| 2001      | Puerto de los milagros | Luísa                            |
| 2002-2003 | Malhação               | Thaíssa Bandiolli                |
| 2004      | Señora del destino     | Jennifer Improtta                |
| 2005      | Carga Pesada           | Tatiana                          |
| 2006      | A Diarista             | Claudinha                        |
| 2007      | Dos caras              | Clarissa de Andrade Couto Melaço |
| 2008      | Casos e Acasos         | Jaque                            |
| 2009      | Bela, a Feia           | Elvira Palhares (Vivi)           |
| 2012      | Balacobaco             | Diva Paranhos                    |
| 2013      | Nova Família Trapo     | Sharlene Sheeva (Mujer Lasaña)   |
| 2018      | Jesús                  | Livona Rakh                      |
| 2018      | Dancing Brasil         | Participante                     |
| 2022      | A Fazenda 14           | Participante                     |
| 2024      | La Reina De Persia     | Por Confirmar                    |

## Cine
| Año       | Título               | Personaje         |
| --------- | -------------------- | ----------------- |
| 2008      | Vingança             |                   |
| 2009-2011 | Casamento Brasileiro | Camila            |
| 2014      | Filho do Crime       |                   |
| 2015      | Cátia                | Cortometraje      |
| 2017      | Belaventura          | Polentina Alvarez |

## Teatro
- 1999 - A Lista, de Oswaldo Montenegro
- 2005 - Léo e Bia, de Oswaldo Montenegro
- 2007 - Namoradinha do Brasil, al lado de Susana Vieira